# Partit Samata
El Partit Samata (Samata Party, en anglès) és un partit polític de l'Índia, format inicialment el 1994 per George Fernandes i Nitish Kumar, ara liderat per Uday Mandal, el seu president nacional. El partit Samata va nomenar una vegada Nitish Kumar com a ministre en cap de Bihar. Va ser una ramificació de la Janata Dal, amb el suposat casteisme de la part principal que va ser el motiu de la separació. El partit té tendències socialistes i, en un moment donat, va exercir una influència política i social considerable al nord de l'Índia, especialment a Bihar. L'any 2003 la majoria de membres del partit Samata es van unir a Janata Dal (United). Només una facció liderada pel diputat Brahmanand Mandal va romandre al partit Samata i va continuar utilitzant el nom i els símbols del partit.